# Алианс за права и свободи
АПС пренасочва насам.  За оръжието вижте Автоматичен пистолет „Стечкин“.
Алианс за права и свободи (АПС), известна и като ДПС – Доган, е българска политическа коалиция.
Коалицията претендира да представлява Движението за права и свободи (ДПС) след спор за лидерството върху партията. Това твърдение се оспорва от ДПС – Ново начало, друга коалиция, която се регистрира в същия ден като ДПС – Доган. ДПС – Доган се председателства от Хайри Садъков, a името идва от връзките ѝ с основателя и почетен председател на ДПС Ахмед Доган.

## Формиране
Коалицията е сформирана в отговор на съдебен спор между съпредседателите на ДПС Джевдет Чакъров (който тогава е близък на Доган) и Делян Пеевски. На 27 август 2024 г. Пеевски е отстранен от председателския пост заедно с неговите съюзници. Този ход се свързва с Ахмед Доган. Пеевски оспорва решението и твърди, че е противоконституционно. Поради това няма ясно изявен лидер на ДПС. С наближаването на крайния срок за регистрация за изборите през октомври 2024 г. и двете крила на Доган и Пеевски се подготвят в отделни коалиции.
При отварянето на регистрацията на 2 септември са регистрирани и коалициите на Доган и Пеевски. И двамата твърдят, че са първи, като Пеевски подава безпрецедентно електронно заявление, а не лично.
След като ДПС – Пеевски е признато за легитимното ДПС от Върховния административен съд на България, ДПС – Доган променя името си от „Демокрация, права и свободи – ДПС“ на „Алианс за права и свободи“ и се регистрират, без да претендират, че ДПС е част от коалицията.

## Официален състав
На 11 септември 2024 г. съдът постановява, че електронното заявление на Пеевски е валидно и той може да се кандидатира с ДПС. В отговор, Земеделски народен съюз регистрира новото име на коалицията.
В предизборната коалиция „Алианс за права и свободи“ влизат следните партии:
- Земеделски народен съюз, с лидер Румен Йончев
- СБОР, с лидер Димитър Илиев